# Шлойме Ройтман
Шлойме Ройтман (Ройтман Соломон Іделевич) (11 лютого 1913, Могилів-Подільський — 1985, Герцлія, Ізраїль) — єврейський літературознавець і поет, кандидат філологічних наук, член Союзу письменників СРСР, 1960 — «відмінник народної освіти» РСФСР. Лауреат премії ім. І. Мангера та премії Всесвітнього конгресу культури на їдиш.

## Життєпис
Походить із родини ремісників. 1931 року виходять друком його перші вірші в харківському журналі «Зай грейт».
У 1930-х роках друкується в єврейській періодиці Києва, Мінська, Москви та Харкова.
1939 року закінчив Московський педагогічний інститут, 1941 року захистив кандидатську дисертацію; працював вчителем у середній школі.
Протягом 1945—1948 років працював редактором у московському видавництві «Емес».
Після вбивства Соломона Міхоелса не чекав приходу по нього, а повернувся до Могилева-Подільського, кілька місяців переховувався.
Після розгрому єврейської культури в СРСР з 1948 року працював старшим викладачем російської та зарубіжної літератури Марійського державного педагогічного інституту ім. Крупської в Йошкар-Олі, 1949 — доцент.
З 1961 року постійно дописує в журнал «Советіш геймланд».
На початку 1970-х відбувся його творчий вечір у Могилів-Подільській бібліотеці.
1973 року репатріюється до Ізраїлю.

## Вийшли друком такі його поетичні збірки
- 1940 — «Виноградник»,
- 1947 (перевидано російською 1965) — «Доброго ранку, співак!»,
- 1955 — «Світло й тіні» — в перекладі російською мовою,
- 1971 — «Материнський наспів»,
- 1975 — «Блазень та лицар»,
- 1976 — «Мій ізраїльський ріжок»,
- 1977 — «Сонети»,
- 1980 — «Герцлійські строфи»,
- 1982 — «Вірші про народний дух»,
- 1984 — «Ліричне дихання. Другий том сонетів».

Його твори переведені, зокрема, і марійською мовою.
Посмертно вийшло дві збірки прози:
- 1986 — «Коли прокидаються речі»,
- 1988 — «Фрази».